# Mihama (Aichi)
Mihama (美浜町 Mihama-chō?) es un pueblo localizado en la prefectura de Aichi, Japón. En octubre de 2019 tenía una población estimada de 22.701 habitantes y una densidad de población de 491 personas por km². Su área total es de 46,20 km².

## Geografía

### Localidades circundantes
- Prefectura de Aichi
  - Minamichita
  - Taketoyo
  - Tokoname

## Demografía
Según los datos del censo japonés, esta es la población de Mihama en los últimos años.
| 1995   | 2000   | 2005   | 2010   | 2015   |
| ------ | ------ | ------ | ------ | ------ |
| 26.076 | 26.083 | 26.294 | 25.178 | 23.575 |